# 藤岡奈穂子
藤岡 奈穂子（ふじおか なおこ、1975年8月18日 - ）は、日本の元プロボクサー。宮城県大崎市出身。元WBC女子世界ミニマム級王者。元WBO女子世界ライトフライ級王者。元WBA女子世界フライ級王者。元WBA女子世界スーパーフライ級王者。元WBO女子世界バンタム級王者。男女通じて日本人ボクサー史上初の世界5階級制覇王者。
竹原慎二&畑山隆則のボクサ・フィットネス・ジムに所属していた。

## 経歴
古川女子高校ではソフトボールの遊撃手としてインターハイにも出場し、社会人（トーテック）時代を含めて5度の国体出場を果たした。チームでは主将を務めたが、ある時社長に反論した際に「おまえの代わりなんていくらでもいる」と返され退社してソフトボールとも縁を切った。

### アマチュア時代
1999年9月、地元の情報誌に掲載された広告を見て古川リバーサイドジムに入門してボクシングを始めた。藤岡がボクシングへの転向を決めた理由は、「個人競技をやってみたい」とのことだった。当時日本で女子ボクシングはプロアマとも公式には認められていなかったため、「女子でも試合に出られますか?」と尋ねた。
日本アマチュアボクシング連盟（JABF）公認前の2000年に行われた全日本アマチュア大会にてアマデビュー戦で好川菜々にRSC勝利を飾り新人王を獲得する。公認後の全日本大会でもバンタム級・フライ級でタイトルを獲得。2003年は準決勝で伊藤雅恵（後の秋田屋まさえ）、決勝で片山由美をいずれもRSCで降し、2004年決勝では夛田悦子（現：多田悦子）を破っている。2007年大会では前回優勝の好川を準決勝で退け、決勝でも後のアジア大会銅メダリスト新本亜也にRSCで勝利する。
国際大会でも2003年アジア選手権で3位となり、2004年に台湾で開催されたアマチュア国際女子トーナメントでは小関桃、柳瀬麻美（現：四ヶ所麻美）らと参加。藤岡はこの大会での日本人最高となる銀メダルを獲得した。
2008年の日本ボクシングコミッション（JBC）女子解禁に伴いライバルが相次いでプロ転向する中、藤岡は好川らとともにアマチュアを続行、同年の世界選手権にも出場し、1回戦でインドネシアの選手を破るも2回戦ではルーマニアの選手と対戦し敗退を喫した。
2009年、藤岡の地元である仙台市宮城野体育館で開かれた全日本大会でも優勝を飾り、大会MVPを獲得。国内無敗でアマチュアキャリアを締めた。

### プロ

#### プロデビュー
藤岡はその後、プロ転向を表明し上京して竹原慎二&畑山隆則のボクサ・フィットネス・ジム（T&Hジム）に入門し、同年6月に「G Legend 2」にて公開でB級プロテストを受験することになった。元々プロになるつもりはなかったが、別の選手の視察のため全日本大会を訪れたT&Hジムのトレーナーの目に留まり勧誘された。藤岡の年齢は既に33歳となっていたが、年齢上限の経過措置延長に伴い受験が認められ、一方でアマチュアの定年（当時35歳未満）が迫っていたこともあり、「これが最初で最後のチャンス。逃したら次はもうない」と受験を決意し合格。アマチュア女子世界選手権日本代表経験者として初のプロボクサー誕生となった。
9月15日、後楽園ホールにてプロデビュー。WBCランカーのリリー・ゴーキャットジムと対戦し、2回TKO勝ちした。
2009年11月30日、JWBC時代に日本王者となったベテラン猪崎かずみ（花形）を2回TKOで退け、A級昇格を果たした。
2010年4月1日、初の8回戦としてポーンブーノン・ポーウォンポーラメットを2回TKOで退け、デビュー3戦連続KO勝利を収めた。

#### OPBF東洋太平洋女子ミニフライ級王座獲得
2010年9月24日、後楽園ホールでカニター・ゴーキャットジム（タイ）とOPBF東洋太平洋女子ミニフライ級王座決定戦を行い、3-0の判定勝ちを収め王座獲得に成功した。
2010年12月15日、後のIBF女子世界ジュニアフライ級王者柴田直子（ワールドS）を3-0の判定で下し初防衛に成功した。

#### WBC女子世界ストロー王座獲得
2011年5月8日、後楽園ホールでアナベル・オルティスが持つWBC女子世界ストロー級王座に挑戦し、5回に右ストレートと左フックを交互に連打しダウンを奪うと、8回にコーナーに追い込んで右フックでTKO、初の世界タイトルを獲得した。35歳8ヶ月20日での世界王座獲得はそれまでの富樫直美、さらには男子の越本隆志をも抜いて当時の日本最年長記録となった。また、東洋太平洋と世界（JBC公認）の女子王座をともに獲得したのは藤岡が初であった。

#### WBC女子世界ストロー王座防衛

##### 初防衛
2011年9月22日、初防衛戦としてOPBF東洋太平洋女子ミニフライ級王座を争ったカニター・ゴーキャットジムを挑戦者に迎え、試合は9回に藤岡がTKOで返り討ちにして初防衛に成功した。
2011年の女子最優秀選手を富樫とともに受賞し、オルティス戦が女子年間最高試合に選出された。
2度目の防衛戦はなかなか決まらず、2012年最初の試合は7月11日の後楽園ホールにおけるマイェラ・ペレスとのノンタイトルとなった。試合は3-0で藤岡の判定勝利となった。
2012年7月13日、おおさき宝大使に任命された。

##### 2度目の防衛
藤岡の2度目の防衛戦は10月28日に地元の大崎市古川総合体育館で3位のビクトリア・アルゲッタ（メキシコ）と対戦し、試合は3回と7回にダウンを奪い3-0判定で勝利し2度目の防衛に成功した。37歳2ヵ月10日での世界王座防衛は富樫を抜き男女通じて当時の日本人最年長記録であった。
2013年2月9日、アゼリア大正にて多田悦子とエキシビションを行う。

#### 転級
2013年3月12日、後楽園ホールにてノンタイトル8回戦として世界王座3度挑戦経験のあるWBC女子ライトフライ級15位のマリベル・ラミレスとフライ級で対戦し、4回KOで勝利する。藤岡は試合後、WBC世界ストロー級王座を返上して2階級制覇を目指す意向を示した。竹原慎二会長は山口直子が持つWBA女子世界スーパーフライ級王座への挑戦を示唆したが、藤岡は柴田直子を破りWBC女子世界ライトフライ級王座に就いたイベス・サモラへの挑戦を希望していた。
2013年3月の東日本ボクシング協会月間最優秀選手賞を受賞、女子の同賞受賞は史上初となった。

#### WBA女子世界スーパーフライ級王座獲得・2階級制覇
2013年11月13日、山口直子が持つWBA女子世界スーパーフライ級王座に挑戦、1年間防衛戦を行っていないWBC女子世界ミニフライ級王座の扱いはWBCと協議した結果、9月24日付で返上した。試合は3回にダウンを奪い、3-0（97-92×2 98-91）の判定で王座奪取に成功した。JBC公認後の女子初の2階級制覇とともに、男女通じて国内初となる3階級上げての達成となった。さらに38歳2ヵ月26日で自身が持つ国内最年長世界王座奪取記録を更新した。畑山隆則マネージャーは藤岡の快挙ぶりを「女パッキャオ」と評した。

##### 初防衛
藤岡の初防衛戦は2014年春頃に敵地アルゼンチンでWBAより義務付けられている暫定王者ダニエラ・ベルムデスとの王座統一戦に挑む予定だったが、ベルムデスの暫定王座が剥奪されたため白紙に戻った。
2014年7月7日、後楽園ホールで東洋太平洋王者川西友子（大阪帝拳）を相手に初防衛戦を行い、初回は距離を詰めさせられず前半は互角だったものの後半からはクリーンヒットを増やし、3-0（97-93×3）で初防衛に成功した。この結果により、38歳10ヵ月で自身が持つ世界王座国内最年長防衛記録を更新した。

#### 3階級制覇挑戦・プロ初黒星
2014年11月8日、藤岡はシュトゥットガルトにてWBA女子世界フライ級スーパー王者のスージー・ケンティキアンに挑戦したが（メインはフェリックス・シュトゥルム vs ロベルト・ステイグリッツのノンタイトル）、試合は0-3（93-97、94-97、94-96）の判定でプロ初黒星を喫し日本人女子初の世界王座3階級制覇を逃した。なお、WBAからの特例でスーパーフライ級王座については保持が認められたが、負けた場合は返上する方針を示していた。

#### メキシコで再起
2015年3月14日、藤岡はメヒコ州ナウカルパンで元WBC女子世界フライ級王者でWBC女子インターナショナルスーパーフライ級王者のマリアナ・フアレスと対戦し、2-1（98-93、97-93、94-96）の判定勝ちを収め再起と共に王座獲得に成功した。

#### WBO女子世界バンタム級王座獲得・3階級制覇
2015年10月19日、後楽園ホールにて兪禧晶とのWBO女子世界バンタム級王座決定戦に挑み、3-0（100-90×2、99-91）の判定勝ちを収めJBC公認初の女子世界王座3階級制覇を達成。

##### 初防衛
2016年6月13日、後楽園ホールにて初防衛戦として元WBC女子世界フライ級王者真道ゴーを迎え撃つ。初回に相手の右ストレートにぐらつく場面もあったが、2回以降盛り返し、8回にダウンを奪い3-0（97-92、98-91、98-91）の判定で初防衛に成功した。

#### 4階級制覇挑戦・失敗
2016年9月5日付でWBO女子世界バンタム級王座を返上。女子世界タイ記録となる4階級制覇を懸け10月1日にメキシコでジェシカ・チャベスが持つWBC女子世界フライ級王座に挑むが、6回にダウンを奪われ、0-3（93-95、93-94、92-96） の判定負けを喫し4階級制覇に失敗した。

#### WBA女子世界フライ級王座獲得・4階級制覇
2017年3月13日、後楽園ホールで行われた「A-sign.Bee2」でWBA女子世界フライ級1位のイサベル・ミジャンとWBA女子世界フライ級王座決定戦を行い、10回21秒TKO勝ちを収め男女を通じて日本人初、女子としては世界最多タイ記録となる4階級制覇に成功した。

#### WBO女子世界ライトフライ級王座獲得・5階級制覇
2017年12月1日、後楽園ホールで行われた「A-sign.Bee9」で元IBF女子世界アトム級王者のヨカスタ・バジェ（コスタリカ）とWBO女子世界ライトフライ級王座決定戦を行い、10回3-0（98-92、96-94、99-91）の判定勝ちを収め男女を通じて日本人初、女子としてはアマンダ・セラノと並び世界最多タイ記録となる5階級制覇を果たした。
2017年12月11日、WBA女子世界フライ級王座に専念するためにWBO女子世界ライトフライ級王座を返上した。

#### WBA女子世界フライ級王座防衛

##### 初防衛・王座統一
2018年9月14日、WBA女子世界フライ級暫定王者イルマ・サンチェスと対戦、初回からサンチェスを圧倒し、3-0の判定で初防衛及び王座統一を果たした。

##### 2度目の防衛
2019年7月12日、WBO女子世界ライトフライ級王者の天海ツナミと対戦し、三者三様のドロー、2度目の防衛となった。

##### 3度目の防衛（アメリカ初進出）
2021年7月9日、WBA女子フライ級タイトルマッチ10回戦がアメリカ・ロサンゼルスのバンク・オブ・カリフォルニア・スタジアムであり、藤岡は挑戦者スレム・ウルビナ（メキシコ）を2-0の判定で下し、3度目の防衛を果たした。日本人女子として初のアメリカでの世界戦勝利となった。この試合はゴールデンボーイ・プロモーションズ興行の一試合として行われ、WBO世界ライトフライ級タイトルマッチ天海ツナミ VS セニエサ・エストラーダも後続として行われたが、天海は敗れ王座陥落。また、試合の模様はDAZNにて生配信された。

#### WBC王者との王座統一戦
2022年4月9日、テキサス州サンアントニオのアラモドームにて、地元出身のWBC同級王者であるマーレン・エスパーザを相手にWBA・WBC王座統一戦に挑むが、0-3の大差判定（93-97、90-100×2）で5年半ぶりの敗戦を喫し王座陥落。なお、この試合では新たに創設されたリングマガジンの初代女子世界フライ級王座決定戦も兼ねていたため、敗戦により日本人女子ボクサー史上初のリングマガジン女子世界王者誕生とはならなかった。この試合も前回のウルビナ戦に続きDAZNで生配信された。

#### 引退
敗戦後、一度は現役引退も示唆したが、ゴールデンボーイ・プロモーションズから再度試合の呼びかけがあったため、現役続行を決断した。
その後、アメリカでトレーニングを積み復帰戦に備えていたが、条件面などで試合成立には至らず、2023年5月29日に「1年やって何もなければ引き際」との理由で二転三転の末に引退を表明した。
現在はパーソナルトレーナーとして活動。

## 人物・エピソード
- 4階級制覇の翌週に母が他界。家族のいない時間に旅立ったのはみんなに辛い想いをさせないための母の優しさだったかもと振り返っている。[47]
- アマチュア時代には佐川急便古川店（現：古川営業所）にドライバーとして勤務しており、全日本トラック協会主催の全日本トラックドライバーコンテスト女性部門の宮城県代表にも選ばれた経歴がある[48]。
- プロ転向後はリフォームの会社に勤務しながら夜間に練習を行う[4]。
- 初の世界挑戦が決まった直後に東日本大震災で予定していたタイトルマッチが延期となり、藤岡の故郷も被災した。世界王座奪取後に帰郷して炊き出しを振舞
- 2015年より女子ボクシング発展を目指し「ボクシング女子会」を結成、初代会長を務める[4][49]。
- 2022年9月にアメリカ・カリフォルニア州オレンジカウンティで初代シュートボクシング日本女子フライ級チャンピオンの高橋藍と同性婚をしており、2024年末には東京都の「パートナーシップ宣誓制度」の手続きも行った[50]。

## 戦績
- アマチュアボクシング：23戦 20勝 (12KO/RSC) 3敗
- プロボクシング：23戦 19勝 (7KO) 3敗 1分

| 戦           | 日付           | 勝敗 | 時間     | 内容    | 対戦相手                               | 国籍           | 備考                                                    |
| ------------ | -------------- | ---- | -------- | ------- | -------------------------------------- | -------------- | ------------------------------------------------------- |
| 1            | 2009年9月15日  | ☆    | 2R 1:27  | TKO     | リリー・ゴーキャットジム               | タイ           | プロデビュー戦                                          |
| 2            | 2009年11月30日 | ☆    | 2R 1:55  | TKO     | 猪崎かずみ（花形）                     | 日本           |                                                         |
| 3            | 2010年4月1日   | ☆    | 2R 1:58  | TKO     | ポーンブーノン・ポーウォンポーラメット | タイ           |                                                         |
| 4            | 2010年9月24日  | ☆    | 10R      | 判定3-0 | カニター・ゴーキャットジム             | タイ           | OPBF女子ミニフライ級王座決定戦                          |
| 5            | 2010年12月15日 | ☆    | 10R      | 判定3-0 | 柴田直子（ワールドS）                  | 日本           | OPBF防衛1                                               |
| 6            | 2011年5月8日   | ☆    | 8R終了   | TKO     | アナベル・オルティス                   | メキシコ       | WBC女子世界ストロー級タイトルマッチ                     |
| 7            | 2011年9月22日  | ☆    | 9R 0:37  | TKO     | カニター・ゴーキャットジム             | タイ           | WBC防衛1                                                |
| 8            | 2012年7月11日  | ☆    | 8R       | 判定    | マイェラ・ペレス                       | メキシコ       |                                                         |
| 9            | 2012年10月28日 | ☆    | 10R      | 判定    | ビクトリア・アルゲッタ                 | メキシコ       | WBC防衛2                                                |
| 10           | 2013年3月12日  | ☆    | 4R 1:30  | KO      | マリベル・ラミレス                     | メキシコ       |                                                         |
| 11           | 2013年11月13日 | ☆    | 10R      | 判定3-0 | 山口直子（白井・具志堅S）              | 日本           | WBA女子世界スーパーフライ級タイトルマッチ               |
| 12           | 2014年7月7日   | ☆    | 10R      | 判定3-0 | 川西友子（大阪帝拳）                   | 日本           | WBA防衛1                                                |
| 13           | 2014年11月8日  | ★    | 10R      | 判定0-3 | スージー・ケンティキアン               | ドイツ         | WBA女子世界フライ級タイトルマッチ                       |
| 14           | 2015年3月14日  | ☆    | 10R      | 判定2-1 | マリアナ・フアレス                     | メキシコ       | WBC女子インターナショナルスーパーフライ級タイトルマッチ |
| 15           | 2015年10月19日 | ☆    | 10R      | 判定3-0 | 兪禧晶                                 | 韓国           | WBO女子世界バンタム級王座決定戦                         |
| 16           | 2016年6月13日  | ☆    | 10R      | 判定3-0 | 真道ゴー（Gツダ）                      | 日本           | WBO防衛1                                                |
| 17           | 2016年10月1日  | ★    | 10R      | 判定0-3 | ジェシカ・チャベス                     | メキシコ       | WBC女子世界フライ級タイトルマッチ                       |
| 18           | 2017年3月13日  | ☆    | 10R 0:21 | TKO     | イサベル・ミジャン                     | メキシコ       | WBA女子世界フライ級王座決定戦                           |
| 19           | 2017年12月1日  | ☆    | 10R      | 判定3-0 | ヨカスタ・バジェ                       | コスタリカ     | WBO女子世界ライトフライ級王座決定戦                     |
| 20           | 2018年9月14日  | ☆    | 10R      | 判定3-0 | イルマ・サンチェス                     | メキシコ       | WBA防衛1                                                |
| 21           | 2019年7月12日  | △    | 10R      | 判定1-1 | 天海ツナミ                             | 日本           | WBA防衛2                                                |
| 22           | 2021年7月9日   | ☆    | 10R      | 判定2-0 | スレム・ウルビナ                       | メキシコ       | WBA防衛3                                                |
| 23           | 2022年4月9日   | ★    | 10R      | 判定0-3 | マーレン・エスパーザ                   | アメリカ合衆国 | WBA・WBC女子世界フライ級王座統一戦 WBA陥落              |
| テンプレート |                |      |          |         |                                        |                |                                                         |

## 獲得タイトル
- OPBF東洋太平洋女子ミニフライ級王座
- WBC女子世界ストロー級王座（防衛2=返上）
- WBA女子世界スーパーフライ級王座（防衛1=返上）
- WBCインターナショナルスーパーフライ級王座
- WBO女子世界バンタム級王座（防衛1=返上）
- WBA女子世界フライ級王座（防衛3=陥落）
- WBO女子世界ライトフライ級王座（防衛0=返上）

## 受賞歴
- 年間表彰
  - 2011年度女子最優秀選手賞・女子年間最高試合賞
  - 2013年度女子最優秀選手賞・女子年間最高試合賞
- 2013年3月度東日本ボクシング協会月間最優秀選手賞
- おおさき宝大使[51]